# Saint-Laurent-les-Bains-Laval-d'Aurelle
Saint-Laurent-les-Bains-Laval-d'Aurelle est une commune nouvelle française résultant de la fusion — au 1er janvier 2019 — des communes de Saint-Laurent-les-Bains et Laval-d'Aurelle, située dans le département de l'Ardèche en région Auvergne-Rhône-Alpes.
Rattachée à la communauté de communes de la Montagne d'Ardèche, la commune est également une des collectivités adhérentes au parc naturel régional des Monts d'Ardèche.

## Géographie

### Situation et description
La commune, issue de la fusion de deux villages cévenols dans un secteur de moyenne montagne, est située dans le sud-ouest du département de l'Ardèche. Elle est limitrophe de la Lozère.

### Communes limitrophes
| Laveyrune                      | Saint-Étienne-de-Lugdarès               |       |
| La Bastide-Puylaurent (Lozère) | Saint-Laurent-les-Bains-Laval-d'Aurelle | Borne |
| Prévenchères (Lozère)          | Montselgues                             |       |

### Géologie et relief
La commune est située dans le massif cévenol, lequel constitue la dernière marche orientale du Massif central.

### Climat
Pour des articles plus généraux, voir Climat d'Auvergne-Rhône-Alpes et Climat de l'Ardèche.
En 2010, le climat de la commune est de type climat de montagne, selon une étude du CNRS s'appuyant sur une série de données couvrant la période 1971-2000. En 2020, Météo-France publie une typologie des climats de la France métropolitaine dans laquelle la commune est exposée à un climat de montagne ou de marges de montagne et est dans la région climatique Sud-est du Massif Central, caractérisée par une pluviométrie annuelle de 1 000 à 1 500 mm, minimale en été, maximale en automne.
Pour la période 1971-2000, la température annuelle moyenne est de 8,5 °C, avec une amplitude thermique annuelle de 15,9 °C. Le cumul annuel moyen de précipitations est de 1 650 mm, avec 10 jours de précipitations en janvier et 5,7 jours en juillet. Pour la période 1991-2020, la température moyenne annuelle observée sur la station météorologique de Météo-France la plus proche, « St-Étienne Lugdarès », sur la commune de Saint-Étienne-de-Lugdarès à 5 km à vol d'oiseau, est de 8,2 °C et le cumul annuel moyen de précipitations est de 1 471,4 mm,. Pour l'avenir, les paramètres climatiques de la commune estimés pour 2050 selon différents scénarios d'émission de gaz à effet de serre sont consultables sur un site dédié publié par Météo-France en novembre 2022.

### Hydrographie
Le territoire communal est bordé par la Borne, torrent cévenol et affluent du Chassezac en rive gauche. C'est donc un sous-affluent du Rhône par le Chassezac et l’Ardèche.

## Urbanisme

### Typologie
Au 1er janvier 2024, Saint-Laurent-les-Bains-Laval-d'Aurelle est catégorisée commune rurale à habitat très dispersé, selon la nouvelle grille communale de densité à 7 niveaux définie par l'Insee en 2022.
Elle est située hors unité urbaine et hors attraction des villes,.

### Risques naturels

#### Risques sismiques
L'ensemble du territoire de la commune de Saint-Laurent-les-Bains-Laval-d'Aurelle est situé en zone de sismicité no 2 (sur une échelle de 5), comme la plupart des communes situées sur le plateau et la montagne ardéchoise (massif cévenol).
| Type de zone | Niveau           | Définitions (bâtiment à risque normal) |
| ------------ | ---------------- | -------------------------------------- |
| Zone 2       | Sismicité faible | accélération = 1,1 m/s2                |

## Toponymie
Le nom de la commune est issu de l'accolement des deux communes ayant fusionnées pour donner Saint-Laurent-les-Bains-Laval-d'Aurelle. Avec trente-neuf caractères dont cinq traits-d'union, il s'agit de la troisième commune au nom le plus long de France, derrière Saint-Rémy-en-Bouzemont-Saint-Genest-et-Isson et Beaujeu-Saint-Vallier-Pierrejux-et-Quitteur, elle comporte néanmoins moins de caractères que Saint-Germain-de-Tallevende-la-Lande-Vaumont, devenue commune déléguée en 2016.

## Histoire
La commune est créée au 1er janvier 2019 par un arrêté préfectoral du 29 octobre 2018 sous le nom Saint-Laurent-les-Bains - Laval-d'Aurelle. Un arrêté rectificatif, en date du 23 novembre 2018 corrige le nom de la commune en Saint-Laurent-les-Bains-Laval-d'Aurelle de sorte qu'il corresponde aux normes toponymiques françaises.
Le chef-lieu de la commune nouvelle est fixé à Saint-Laurent-les-Bains.

## Politique et administration

### Liste des maires
| Période      | Période                   | Identité     | Étiquette | Qualité |
| ------------ | ------------------------- | ------------ | --------- | ------- |
| janvier 2019 | En cours (au 6 août 2020) | Émile Louche |           |         |

### Communes déléguées
| Nom                             | Code Insee | Intercommunalité            | Superficie (km2) | Population (dernière pop. légale) | Densité (hab./km2) |
| ------------------------------- | ---------- | --------------------------- | ---------------- | --------------------------------- | ------------------ |
| Saint-Laurent-les-Bains (siège) | 07262      | CC de la Montagne d'Ardèche | 26,76            | 138 (2016)                        | 5,2                |
| Laval-d'Aurelle                 | 07135      | CC de la Montagne d'Ardèche | 8,72             | 40 (2016)                         | 4,6                |

## Population et société

### Démographie
L'évolution du nombre d'habitants est connue à travers les recensements de la population effectués dans la commune depuis sa création.

En 2022, la commune comptait 184 habitants, en évolution de +3,37 % par rapport à 2016 (France hors Mayotte : +2,11 %).
| 2015 | 2020 | 2022 |
| ---- | ---- | ---- |
| 181  | 176  | 184  |

### Enseignement
La commune est rattachée à l'académie de Grenoble.

### Médias
La commune est située dans la zone de distribution de deux organes de la presse écrite :
- L'Hebdo de l'Ardèche

Il s'agit d'un journal hebdomadaire français basé à Valence et diffusé à Privas depuis 1999. Il couvre l'actualité de tout le département de l'Ardèche.
- Le Dauphiné libéré

Il s'agit d'un journal quotidien de la presse écrite française régionale distribué dans la plupart des départements de l'ancienne région Rhône-Alpes, notamment l'Ardèche. La commune est située dans la zone d'édition de Privas/ Vallée du Rhône.
Ici Drôme Ardèche est la radio publique locale couvrant le territoire de la commune et de l’ensemble du département.

### Cultes
La communauté catholique et les églises de Saint-Laurent-les-Bains-Laval-d'Aurelle (propriété de la commune) sont rattachées à la paroisse Notre-Dame de la Montagne, elle-même rattachée au diocèse de Viviers.

## Culture locale et patrimoine

### Lieux et monuments
- Abbaye Notre-Dame-des-Neiges fondée en 1850.
- Église Saint-Louis de Laval-d'Aurelle.
- Église Saint-Laurent de Saint-Laurent-les-Bains.
- Église de l'abbaye Notre-Dame-des-Neiges de Saint-Laurent-les-Bains.
- En juillet 2021 est inaugurée une statue du duo d'artistes HeHe intitulée Grotte de cristal[19].

### Héraldique
|  | Saint-Laurent-les-Bains-Laval-d'Aurelle possède des armoiries dont l'origine et le blasonnement exact ne sont pas disponibles. |